# خالپوش‌ماهی نیوزیلند
خالپوش‌ماهی نیوزیلند (نام علمی: Colistium guntheri) نام یک گونه از راسته کفشک‌ماهی است.